# Ingolfiella manni
Ingolfiella manni är en kräftdjursart. Ingolfiella manni ingår i släktet Ingolfiella och familjen Ingolfiellidae. Inga underarter finns listade i Catalogue of Life.